# Benue-Plateau
Benue-Plateau State fou un antic estat federat de Nigèria creat el 27 de maig de 1967 per divisió en estats de la Regió del Nord de Nigèria (Northern Region) i va existir fins al 3 de febrer de 1976, quan es va dividir en els estats de Benue i de Plateau. La capital fou la ciutat de Jos.
Va tenir dos governadors: Joseph Gomwalk (28 de maig de 1967 – a juliol de 1975)i Abdullahi Mohammed (Juliol de 1975 – març de 1976).